# Jarac (zviježđe)
Jarac (lat. Capricornus) je jedno od zviježđa zodijaka. Također je jedna od 88 modernih i 48 originalnih Ptolomejevih konstelacija. Jarac graniči s Orlom, Strijelcem, Mikroskopom, Južnom Ribom i Vodenjakom.
Ponekad je poznato i pod imenom "Morska koza", jer dio neba na kojem se nalazi zove se More.

### Svojstva
Jarac je najtamnije zviježđe u zodijaku poslije Raka. Najsjajnije zvijezde nalaze se u trokutu čije vrhove čine zvijezde α2 Jarca (Giedi), δ Jarca (Deneb Algiedi) i ω Jarca. 
Giedi (α Jarca) je dvostruka zvijezda s komponentama prividnog sjaja od + 4.5 i 3.8 magnituda. δ Jarca je promjenjiva pomračinska zvijezda prividnog sjaja od + 3.0 magnitude.
Zviježđe Jarac nije bogato objektima dubokog svemira. U njemu se nalazi nekoliko galaktika i zvjezdanih skupova. Među njima se ističe M30, kuglasti skup oko 1° južno od galaktike NGC 7103. Na jugozapadnom rubu zviježđa nalazi se NGC 6907, prečkasta spiralna galaksija.